# Dom Bosco
Dom Bosco là một đô thị thuộc bang Minas Gerais, Brasil. Đô thị này có diện tích 821,755 km², dân số năm 2007 là 3781 người, mật độ 4,7 người/km².